# Zlatko Junuzović
Zlatko Junuzović, né le 26 septembre 1987 à Loznica en Yougoslavie, est un footballeur international autrichien d'origine serbe évoluant au poste de milieu de terrain.
Formé au Grazer AK, Junuzović débute avec l'équipe première en 2005. Son talent est repéré par l'Austria Kärnten qu'il rejoint en 2010. Junuzović commence à se faire un nom en Bundesliga autrichienne. En 2009, il s'engage en faveur de l'Austria Vienne et s'affirme comme l'un des meilleurs joueurs de son pays. Ses performances retiennent l'attention du Werder Brême où il est transféré à l'hiver 2012. 
Junuzović est convoqué pour la première en équipe nationale d'Autriche durant l'année 2006. Malgré quelques difficultés et un passage à vide de près de quatre ans entre 2006 et 2010, il s'affirme peu à peu comme un titulaire indiscutable de la sélection. Néanmoins, Junuzović ne participe qu'à un seul championnat d'Europe en 2016.

## Biographie

### Jeunesse
Zlatko Junuzović arrive en Autriche à l'âge de 5 ans, à Kühnsdorf en Carinthie. À ses onze ans, il part au centre de formation de Graz AK.

### Carrière en club

#### Débuts
Junuzović débute en équipe première le 14 mai 2005 dans le derby de Graz contre Sturm Graz.
Le 29 juillet 2006, il marque son premier doublé en Bundesliga autrichienne, lors de la réception du  FC Superfund, permettant à son équipe de l'emporter 2-1.
À la suite de la relégation administrative de Graz AK en troisième division, il rejoint SK Austria Kärnten où il reste deux saisons.

#### Austria Vienne (2009-2012)
En juillet 2009, il signe à l'Austria Vienne. 
Il est élu footballeur autrichien de l'année en 2010, mais son club finit « seulement » troisième de Bundesliga. 
Lors de la saison 2010-2011, il marque neuf buts en championnat, ce qui constitue la meilleure performance de sa carrière. Il est l'auteur d'un doublé le 26 septembre 2010, sur la pelouse du Sturm Graz, permettant à son équipe de l'emporter 0-2 à l'extérieur.
À six mois de la fin de son contrat, il rejoint le Werder Brême.

#### Werder Brême (2012-2018)
Le 31 janvier 2012, Junuzović rejoint le Werder Brême pour un montant estimé à huit-cent-mille euros.
Le 13 septembre 2015, il inscrit avec le Werder son premier doublé en Bundesliga allemande, sur la pelouse du TSG 1899 Hoffenheim, permettant à son équipe de l'emporter 1-3 à l'extérieur.

#### Red Ball Salzbourg (depuis 2018)
Junuzović, libre de tout contrat, revient en Autriche au mercato d'été 2018 et signe au Red Bull Salzbourg pour trois saisons. Le directeur sportif du club, Christoph Freund, affirme avoir engagé « un leader absolu » qui « a beaucoup d'expérience, ce qui sera un facteur important pour nos nombreux jeunes joueurs ».
Le 21 octobre 2020, il inscrit son premier but en Ligue des champions, lors de la réception du Lokomotiv Moscou (score : 2-2).

### Carrière en équipe nationale
Avec les moins de 20 ans, il participe à la Coupe du monde des moins de 20 ans en 2007. Lors du mondial junior organisé au Canada, il joue sept matchs. Il délivre une passe décisive en phase de groupe, contre le pays organisateur. Le Canada se classe quatrième du mondial, en étant battu par le Chili lors de la « petite finale ».
Avec les espoirs, il inscrit deux buts. Il marque un but en amical contre la Lituanie en août 2007. Il marque ensuite un autre but en amical contre la Norvège, en février 2008.
Il reçoit sa première sélection en équipe d'Autriche le 1er mars 2006, en amical contre le Canada (défaite 0-2). Le 8 octobre 2010, il délivre sa première passe décisive, contre l'Azerbaïdjan (victoire 3-0). Quatre jours plus tard, il s'illustre en délivrant trois passes décisives face à la Belgique (nul 4-4). Par la suite, le 7 octobre 2011, il inscrit son premier but, face à l'Azerbaïdjan (victoire 1-4). Ces trois rencontres rentrent dans le cadre des éliminatoires de l'Euro 2012.
Le 1er juin 2012, il marque son deuxième but, en amical face à l'Ukraine (victoire 3-2). Il inscrit ensuite deux buts rentrant dans le cadre des éliminatoires du mondial 2014, contre l'Allemagne (défaite 1-2) et les Iles Féoré (victoire 6-0). 
Lors des éliminatoires de l'Euro 2016, il marque deux nouveaux buts, contre le Liechtenstein (victoire 0-5), et la Moldavie (victoire 1-0). Le 29 mars 2016, il inscrit son septième et dernier but, en amical contre la Turquie (défaite 1-2). 
En juin 2016, il participe à la phase finale du championnat d'Europe organisée en France. Lors de cette compétition, il ne joue qu'un seul match, face à la Hongrie (défaite 0-2). Avec un bilan d'un nul et deux défaites, l'Autriche est éliminée dès le premier tour. Il reçoit sa dernière sélection le 11 juin 2017, contre l'Irlande, lors des éliminatoires du mondial 2018 (score : 1-1).

## Style de jeu
Milieu axial de formation, Junuzović peut aussi jouer au poste de milieu offensif, ce qui explique sa qualité de frappe de loin et surtout sa précision sur coups de pied arrêtés. L'Autrichien se fait remarquer en Bundesliga, notamment lors de la saison 2014-2015, pour ses coups francs.
Junuzović se démarque avant tout pour sa vision du jeu qui lui permet de distiller de bons ballons pour ses coéquipiers. Il dépasse ainsi les dix passes décisives lors de six saisons, preuve de son habilité dans l'art de l'assist.

## Statistiques

### Générales
| Saison                | Club                  | Championnat           | Championnat | Championnat | Championnat | Coupe(s) nationale(s) | Coupe(s) nationale(s) | Coupe(s) nationale(s) | Compétition(s) continentale(s) | Compétition(s) continentale(s) | Compétition(s) continentale(s) | Compétition(s) continentale(s) | Autriche | Autriche | Autriche | Total | Total | Total |
| Saison                | Club                  | Division              | M.          | B.          | P.d.        | M.                    | B.                    | P.d.                  | Comp.                          | M.                             | B.                             | P.d.                           | M.       | B.       | P.d.     | M.    | B.    | P.d.  |
| 2004-2005             | Grazer AK             | Bundesliga            | 4           | 0           | 0           | -                     | -                     | -                     | -                              | -                              | -                              | -                              | -        | -        | -        | 4     | 0     | 0     |
| 2005-2006             | Grazer AK             | Bundesliga            | 33          | 4           | 4           | 1                     | 0                     | -                     | C3                             | 4                              | 1                              | 0                              | 1        | 0        | 0        | 39    | 5     | 4     |
| 2006-2007             | Grazer AK             | Bundesliga            | 34          | 5           | 9           | 3                     | 0                     | -                     | -                              | -                              | -                              | -                              | 3        | 0        | 0        | 40    | 5     | 9     |
| Sous-total            | Sous-total            | Sous-total            | 71          | 9           | 13          | 4                     | 0                     | -                     | -                              | 4                              | 1                              | 0                              | 4        | 0        | 0        | 83    | 10    | 13    |
| 2007-2008             | SK Austria Kärnten    | Bundesliga            | 28          | 2           | 4           | -                     | -                     | -                     | -                              | -                              | -                              | -                              | -        | -        | -        | 28    | 2     | 4     |
| 2008-2009             | SK Austria Kärnten    | Bundesliga            | 29          | 1           | 13          | 1                     | 1                     | -                     | -                              | -                              | -                              | -                              | -        | -        | -        | 30    | 2     | 13    |
| Sous-total            | Sous-total            | Sous-total            | 57          | 3           | 17          | 1                     | 1                     | -                     | -                              | -                              | -                              | -                              | -        | -        | -        | 58    | 4     | 17    |
| 2009-2010             | Austria Vienne        | Bundesliga            | 30          | 6           | 2           | 2                     | 1                     | 0                     | C3                             | 8                              | 0                              | 0                              | 1        | 0        | 0        | 41    | 7     | 2     |
| 2010-2011             | Austria Vienne        | Bundesliga            | 33          | 9           | 10          | 3                     | 1                     | 0                     | C3                             | 3                              | 1                              | 1                              | 8        | 0        | 4        | 47    | 11    | 15    |
| 2011-2012             | Austria Vienne        | Bundesliga            | 19          | 6           | 8           | 2                     | 1                     | 1                     | C3                             | 12                             | 0                              | 9                              | 3        | 1        | 0        | 36    | 8     | 18    |
| Sous-total            | Sous-total            | Sous-total            | 82          | 21          | 20          | 7                     | 3                     | 1                     | -                              | 23                             | 1                              | 10                             | 12       | 1        | 4        | 124   | 26    | 35    |
| 2011-2012             | Werder Brême          | Bundesliga            | 15          | 0           | 3           | -                     | -                     | -                     | -                              | -                              | -                              | -                              | 3        | 1        | 1        | 18    | 1     | 4     |
| 2012-2013             | Werder Brême          | Bundesliga            | 30          | 3           | 2           | 1                     | 0                     | 0                     | -                              | -                              | -                              | -                              | 8        | 2        | 1        | 39    | 5     | 3     |
| 2013-2014             | Werder Brême          | Bundesliga            | 26          | 2           | 4           | 1                     | 0                     | 0                     | -                              | -                              | -                              | -                              | 5        | 0        | 1        | 32    | 2     | 5     |
| 2014-2015             | Werder Brême          | Bundesliga            | 33          | 6           | 15          | 2                     | 0                     | 1                     | -                              | -                              | -                              | -                              | 8        | 1        | 2        | 43    | 7     | 18    |
| 2015-2016             | Werder Brême          | Bundesliga            | 30          | 4           | 13          | 3                     | 0                     | 1                     | -                              | -                              | -                              | -                              | 9        | 2        | 4        | 42    | 6     | 18    |
| 2016-2017             | Werder Brême          | Bundesliga            | 30          | 4           | 9           | 1                     | 1                     | 0                     | -                              | -                              | -                              | -                              | 6        | 0        | 1        | 37    | 5     | 10    |
| 2017-2018             | Werder Brême          | Bundesliga            | 24          | 2           | 5           | 2                     | 0                     | 0                     | -                              | -                              | -                              | -                              | -        | -        | -        | 26    | 2     | 5     |
| Sous-total            | Sous-total            | Sous-total            | 188         | 21          | 51          | 10                    | 1                     | 2                     | -                              | -                              | -                              | -                              | 39       | 6        | 10       | 237   | 28    | 63    |
| 2018-2019             | Red Bull Salzbourg    | Bundesliga            | 21          | 4           | 3           | 4                     | 1                     | 4                     | C1+C3                          | 2+8                            | 0+1                            | 1+0                            | -        | -        | -        | 35    | 6     | 8     |
| 2019-2020             | Red Bull Salzbourg    | Bundesliga            | 23          | 3           | 8           | 4                     | 1                     | 0                     | C1+C3                          | 6+1                            | 0                              | 3+0                            | -        | -        | -        | 34    | 4     | 11    |
| 2020-2021             | Red Bull Salzbourg    | Bundesliga            | 25          | 1           | 6           | 5                     | 0                     | 2                     | C1+C3                          | 6+2                            | 1+0                            | 1+0                            | -        | -        | -        | 38    | 2     | 9     |
| 2021-2022             | Red Bull Salzbourg    | Bundesliga            | 12          | 1           | 2           | 2                     | 0                     | 2                     | C1                             | 1+0                            | 0                              | 0+0                            | -        | -        | -        | 15    | 1     | 4     |
| Sous-total            | Sous-total            | Sous-total            | 81          | 9           | 19          | 15                    | 2                     | 8                     | -                              | 26                             | 2                              | 5                              | -        | -        | -        | 122   | 13    | 32    |
| Total sur la carrière | Total sur la carrière | Total sur la carrière | 479         | 63          | 120         | 35                    | 7                     | 11                    | -                              | 53                             | 4                              | 15                             | 55       | 7        | 14       | 622   | 81    | 160   |

### Buts internationaux
| 0 | Sél. | Date              | Lieu                                    | Adversaire    | Résultat | Compétition                       | Détail | Détail            | Détail |
| - | ---- | ----------------- | --------------------------------------- | ------------- | -------- | --------------------------------- | ------ | ----------------- | ------ |
| 1 | 15   | 7 octobre 2011    | Dalga Arena, Bakou, Azerbaïdjan         | Azerbaïdjan   | 1-4      | Éliminatoires Euro 2012           | 90+1e  | du pied droit     | 1-4    |
| 2 | 18   | 1er juin 2012     | Tivoli Neu, Gelsenkirchen, Allemagne    | Ukraine       | 3-2      | Match amical                      | 3e     | c.f du pied droit | 1-0    |
| 3 | 21   | 11 septembre 2012 | Stade Ernst-Happel, Vienne, Autriche    | Allemagne     | 1-2      | Éliminatoires Coupe du monde 2014 | 57e    | du pied droit     | 1-2    |
| 4 | 25   | 22 mars 2013      | Stade Ernst-Happel, Vienne, Autriche    | Îles Féroé    | 6-0      | Éliminatoires Coupe du monde 2014 | 77e    | du pied droit     | 4-0    |
| 5 | 38   | 27 mars 2015      | Rheinpark Stadion, Vaduz, Liechtenstein | Liechtenstein | 3-2      | Éliminatoires Euro 2016           | 74e    | du pied droit     | 4-0    |
| 6 | 41   | 5 septembre 2015  | Stade Ernst-Happel, Vienne, Autriche    | Moldavie      | 1-0      | Éliminatoires Euro 2016           | 52e    | du pied droit     | 1-0    |
| 7 | 46   | 29 mars 2016      | Stade Ernst-Happel, Vienne, Autriche    | Turquie       | 1-2      | Match amical                      | 22e    | du pied droit     | 1-0    |

## Palmarès

### En club
Junuzović remporte ses premiers trophées, sous les couleurs du Red Bull Salzbourg, en étant champion d'Autriche 2019 et vainqueur de la coupe en 2019 et 2020.

### Récompenses individuelles
En 2010, Junuzović est sacré meilleur footballeur autrichien de l'année. L'année suivante, il est nommé meilleur joueur de la Bundesliga.